# Anna Sanmartí i Sala
Anna Sanmartí i Sala (Barcelona, 1945) és una metgessa catalana, especialista en diabetis a l'Hospital Trias i Pujol de Badalona.

## Trajectòria
Als anys 80, a l'Hospital de la Vall d'Hebron, la seva activitat investigadora es va dirigir cap a la diagnosi d'aquesta malaltia. La seva tesi doctoral va ser fruit d'aquest treball de posada a punt d'una tècnica i, posteriorment, la seva aplicació clínica. El 1978 fou vicesecretària de la Societat Catalana d'Endocrinologia.
Més endavant, a l'Hospital Universitari Germans Trias i Pujol, la seva tasca es va dirigir cap a l'estudi de trastorns metabòlics lligats a la diabetis, a més d'altres recerques sobre l'hormona del creixement i en el camp de la patologia tiroidal. El 2005 va rebre la Creu de Sant Jordi. El 2007 és la cap de Servei d'endocrinologia de l'Hospital Universitari Germans Trias i Pujol.